# Secret Intelligence Service
Secret Intelligence Service (kratica SIS; bolje poznana kot MI6) je zunanja obveščevalna služba Združenega kraljestva zadolžena za čezmejno tajno zbiranje podatkov iz človeških virov ter njihovo analizo. Je ena izmed britanskih obveščevalnih agencij, njen vodja ("C") je neposredno odgovoren zunanjemu ministru.
Ustanovljena je bila leta 1909 kot oddelek za tujino urada tajne službe. Med prvo svetovno vojno se je oddelek zelo povečal, leta 1920 je dobil svoje sedanje ime. Ime "MI6" (kar pomeni; vojaška obveščevalna služba, oddelek 6) se je pojavilo med drugo svetovno vojno kot priročna kratica, takrat je bil SIS znan pod številnimi imeni. Ime je še danes pogosto v uporabi. Obstoj SIS je bil uradno prizna šele leta 1994. Tega leta je bil v parlamentu predstavljen zakon o obveščevalnih službah, ki daje pravno podlago za njihovo delovanje. Danes je SIS predmet javnega nadzora sodišča in parlamentarnega odbora za obveščevalno varnostno dejavnost.
Prednostne naloge SIS so boj proti terorizmu, boj proti širjenju orožja, zagotavljanje obveščevalnih podatkov v podporo kibernetski varnosti in podpiranje stabilnosti v tujini z namenom motenja delovanja terorizma in drugih kriminalnih dejavnosti. Za razliko od svojih sestrskih agencij, varnostne službe (MI5) in vladnega štaba za komunikacije (GCHQ), SIS deluje izključno na področju zbiranja tujih obveščevalnih podatkov. Svoje operacije lahko izvaja le zunaj britanskega ozemlja. Nekatera dejanja SIS po letu 2000, kot so tehnike zasliševanja in izročitve, so povzročile precej neodobravanja.
Od leta 1994 je sedež SIS v SIS Building v Londonu na South Bank ob reki Temzi.

## Zgodovina in razvoj

### Izvor
Služba izhaja iz urada tajne službe, ki je bila ustanovljena 1. oktobra 1909. Urad je bil ustanovljen na pobudo admiralitete in vojnega urada z namenom nadzora nad tujimi tajnimi operacijami, ki so potekale v Združenem kraljestvu, zlasti s poudarkom na dejavnosti Nemčije. Urad je bil razdeljen na pomorski in vojaški odsek, ki sta se sčasoma specializirala za vohunjenje v tujini in notranjo protivohunsko dejavnost. Specializacija je bila namenjena predvsem Admiraliteti, ki je želela čim več izvedeti o moči nemške cesarske mornarice. Med prvo svetovno vojno, leta 1916, sta oddelka doživela administrativne spremembe tako da je osek za tujino postal odsek MI1(c) Direktorata vojaške obveščevalne službe.
Njegov prvi direktor je bil kapitan Sir Mansfield George Smith-Cumming. Korespondence je pogosto podpisoval s svojo začetnico C z zelenim črnilom. Ta uporaba se je razvila kot kodno ime in so se je držali vsi naslednji direktorji SIS pri podpisovanju dokumentov za namenom, da bi ohranili anonimnost.

### Prva svetovna vojna
Ker med prvo svetovno vojno ni bilo mogoče vzpostaviti vohunske mreže znotraj Nemčije je urad večino podatkov pridobil iz vojaških in komercialnih obveščevalnih podatkov zbranih preko omrežij v nevtralnih državah na okupiranih ozemljih in v Rusiji.

### Medvojno obdobje
Po vojni so se finančna sredstva močno zmanjšala, vendar je SIS v dvajsetih letih dvajsetega stoletja vzpostavila tesne vezi z diplomatsko službo. Avgusta 1919 je Cumming ustanovil oddelek za nadzor potnih listov, ki je zagotavljal diplomatsko kritje za agente v tujini. Delovno mesto pooblaščenca za kontrolo potnih listov je operativcem zagotavljalo diplomatsko imuniteto.
Podatki, ki so se pridobili na terenu so se večinoma pošiljali Admiraliteti vojnemu uradu.
Po prvi svetovni vojni je SIS prešla pod nadzor zunanjega ministrstva. V tem času je bila organizacija znana pod različnimi nazivi; zunanja obveščevalna služba, MI1(c), posebna obveščevalna služba in celo organizacija C. . Okoli leta 1920 se se je vse pogosteje začelo omenjati ime Tajna obveščevalna služba (SIS), ki se je uporabljalo vse do danes. Leta 1994 je bilo ime zapisano tudi v zakon o obveščevalnih službah. Med drugo svetovno vojno se je zaradi praktičnosti uporabljalo ime MI6, ki se je ohranilo tudi kasneje in je postalo znano tudi v popularni kulturi.
Skozi večino dvajsetih let dvajsetega stoletja je bil urad osredotočen na komunizem zlasti na ruski boljševizem. Primera te dejavnosti sta poizkus strmoglavljenja boljševiške vlade leta 1918 in tradicionalno vohunjenje v Sovjetski Rusiji v prvih letih njenega obstoja.
Po smrti Cumminga, 14. junija 1923, ga je kot C nadomestil Sir Hugh "Quex" Sinclair. Ta je ustanovil naslednje oddelke:
- Osrednji oddelek za tujo protivohunsko dejavnost, oddelek V, za povezovanje z Varnostno službo za zbiranje poročil o protivohunski dejavnosti s čezmorskih postaj.
- Oddelek za gospodarsko obveščanje, oddelek VII, za obravnavanje trgovine, industrije in tihotapstva.
- Oddelek za radijske komunikacije, oddelek VIII, za komunikacijo z operativci in agenti v tujini.
- Oddelek N za izkoriščanje vsebin tajnih diplomatskih torb.
- Oddelek D za izvajanje političnih tajnih operacij in paravojaških operacij v času vojne. Oddelek D bi organiziral Home Defence Scheme v Združenem kraljestvu, med drugo svetovno vojno je postal temelj za Special Operations Executive (SOE).[8][13]

Po vzponu nacizma se je v zgodnjih tridesetih letih dvajsetega stoletja pozornost SIS preusmerila proti Nemčiji.
MI6 je pomagal Gestapu (nacistični tajni policiji) pri izmenjavi podatkov o komunizmu vse do oktobra 1937. Vodja berlinske postaje britanske agencije Frank Foley je svoj odnos s tako imenovanim strokovnjakom za komunizem Gestapa opisal kot "prijazen".
Sinclair je umrl leta 1939, kot C ga nadomestil polkovnik Stewart Menzies, ki je deloval v službi od konca prve svetovne vojne.
26. in 27. julija 1939 so v Pyryju blizu Varšave Poljaki britanskim predstavnikom vojaške obveščevalne službe predstavili tehniko in opremo za dešifriranje Enigme vključno z tabelami za dešifriranje Zygalskega imenovano "Bomba". Obljubili so tudi poljsko kopijo šifrirnega stroja Enigma. Demonstracija je predstavljala ključno osnovo za kasnejša britanska prizadevanja pri dekodiranju nemških sporočil poslanih preko šifrirnega stroja Enigma. Med vojno so britanski kriptologi dešifrirali veliko nemških šifriranih sporočil. Obveščevalni podatki pridobljeni iz tega vira, ki so ga Britanci imenovali "Ultra" so bila velika pomoč pri vojnih prizadevanjih zaveznikov.

### Druga svetovna vojna
Med drugo svetovno vojno je obveščevalna služba delovala tudi na drugih področjih:
- Kriptoanalizo je prevzela Government Code and Cypher School (GC&CS), urad pristojen za prestrezanje in dešifriranje tujih komunikacij, ki je bil stacioniran v Bletchley Parku.
- Protiobveščevalno dejavnost s sistemom "double cross" je vodila MI5, ki je Nemcem posredovala zavajajoče obveščevalne podatke.
- Fotografska obveščevalna dejavnost je izvajala fotografska izvidniška enota RAF (danes JARC).

Kot zelo uporabni so bili podatki pridobljeni iz projekta Ultra, ki ga je vodila GC&CS.
Vodja SIS Stewart Menzies je vztrajal pri popolnem nadzoru nad dešifriranjem, ki ga je imel kar mu je omogočilo veliko moč in vliv, ki pa ju je preudarno uporabil. Z distribucijo informacij pridobljenih s projektom Ultra je MI6 prvič postala pomembna veja vlade. Obsežne kršitve uporabe sistema Enigma so britanskim obveščevalcem omogočale vpogled v vojno strategijo Nacistične Nemčije kar je bil tekom druge svetovne vojno strogo varovana skrivnost.
Leta 1940 je britanska obveščevalna služba s svojimi poljskimi kolegi podpisala poseben sporazum o posredovanju obveščevalnih podatkov. Študija objavljena leta 2005 je razkrila, da so britanski obveščevalci med leti 1939 in 1945, 48 odstotkov vseh obveščevalnih sporočil dobili iz poljskih virov. K temu je pripomoglo dejstvo, da je imela okupirana Poljska tradicijo uporniških organizacij, ki so bile preko emigracij razširjene po celotni Evropi. Nehote so poljsko obveščevalno mrežo širili tudi Nemci saj so bili poljski prisilni delavci razpršeni po celotni Evropi s tem pa so ti imel edinstven vpogled v dogajanje znotraj Nacistične Nemčije. Operacije je vodil častnik SIS Wilfred Dunderdal, poročila ki jih je njegova ekipa zbrala pa so vključevala; opozorila o odhodu afriškega korpusa v Libijo, priprave francoskih enot Vichy za boj proti zaveznikom in zamenjavo strani med operacijo Torch, priprave na operacijo Barbarossa in operacijo Edelwiss (nemško zavzetje Kavkaza). Poročanje o nemškem tajnem orožju se je začelo leta 1941, kar je pripeljalo do operacije Wildhoren v kateri so zavezniki prišli do delov rakete V-2, ki so je pred tem zajel poljski odpor. Poljski tajni agent Jan Karski je Britancem posredoval prve podatke o holokavstu. Preko poljske agentke so Britanci imeli tudi kanal do protinacističnega vodje Abwehra, admirala Wilhelma Canarisa.
Leta 1939 je prišlo do največjega neuspeha službe znanega kot incident v Venelu na nizozemskem. Agenti tajne službe nemške vojske Abwehr in protivohunski odsek Sicherheitsdienst (SD) so se predstavljali kot visoki častniki vpleteni v zaroto proti Hitlerju. Na seriji sestankov med agenti SIS in domnevnimi zarotniki je SS nameraval ugrabiti agente SIS. Do ugrabitve je prišlo v noči iz 8. na 9. november ko ni bilo prisotne nizozemske policije.
Leta 1940 se je novinar in sovjetski agent Kim Philby prijavil na prosto delavno mesto v oddelku D SIS, preveril ga je njegov prijatelj in kolega sovjetski agent Guy Burgess. Ko je poleti leta 1940 oddelek D prevzel Special Operations Executive (SOE) je bil Philby imenovan za inštruktorja črne propagande v izobraževalni ustanovi SOE v Beaulieuju v Hampshiru.
Maja 1940 je MI6 na zahtevo Winstona Churchilla in kljub nasprotovanju Stewarta Menziesa ustanovila British Security Co-ordination (BSC). To je bila tajna organizacija s sedežem v New Yorku, ki jo je vodil William Stephenson. Namen organizacije je bil preiskovanje sovražnikove dejavnosti in preprečevanje sabotaže britanskim interesom v Ameriki ter mobilizacija britanskega mnenja v Ameriki. BSC je v Kanadi ustanovil kamp X za usposabljanje tajnih operaterjev in vzpostavitev relejne postaje s kodnim imenom Hydra, ki jo je upravljal inženir Benjamin deForest Bayly.
V začetku leta 1944 je MI6 ponovno ustanovil oddelek IX, svoj predvojni protisovjetski oddelek. V oddelku je delal tudi Philby tako da je imel sovjetski NKVD vse podatke o tam kaj so Britanci vedeli o Sovjetih in kaj je ameriški OSS delil z Britanci o Sovjetih.
Kljub težavam je služba izvedla obsežne in uspešne operacije tako v okupirani Evropi kot tudi na Daljnem vzhodu, kjer je delovala kot Inter-Services Liaison Department (ISLD).

### Hladna vojna
Avgusta 1945 je sovjetski obveščevalec Konstantin Volkov poizkušal prebegniti v Združeno kraljestvo v zameno pa je ponudil imena vseh sovjetskih agentov, ki so delali v britanski obveščevalni službi. Obvestilo je prejel Philby, ki je bil sam sovjetski agent, ter o tem obvestil Sovjete, ki so Volkova nato aretirali. Leta je 1946 SIS ukinila oddelek SOE opremo ter ljudi pa prerazporedila med ostale oddelke v organizaciji. Organizacija je spremenila tudi ureditev, ki se od leta 1921 ni kaj dosti spreminjala.
Operacije SIS proti Sovjetski zvezi so bile močno ogrožene zaradi prisotnosti sovjetskih agentov kot je bil Kim Philgy, ki je delal v oddelku za protivohunsko dejavno, R5. Do dodatne zadrege je prišlo, ko se je izkazalo da je sovjetski agent, britanski častnik George Blake, ki je delal v prisluškovalnih predorih v Berlinu in Dunaju. Ta je postal sovjetski agent med internacijo v kitajskem taborišču med korejsko vojno. Ko se je vrnil v domovino so ga imeli za heroja. Njegovo varnostno pooblastilo so obnovili in ga leta 1953 poslali na delo v dunajske predore. Ta je o njihovi lokaciji poročal Sovjetom. Po odkritju predorov so ga Britanci poslali na delo v berlinski predor, tudi te je izdal. Zaradi afere je leta 1956 moral odstopiti direktor SIS John Sinclair.
Dejavnosti SIS so vključevale tudi politično delovanje, eno izmed teh je bil državni udar v Iranu leta 1953 in strmoglavljenje demokratično izvoljenega premierja Mohameda Mossadeqa.
Zaradi izboljšanja varnosti in preverjanja oseb se je uhajanje informacij zmanjšalo. Po letu 1958 je imel SIS tri obveščevalce v poljski obveščevalni službi. CIA je informacije, ki jih je dobila od SIS in Poljakov označila kot najbolj dragocene obveščevalne podatke, ki so jih kadar koli zbrali ter britansko SIS nagradila z 20 milijoni dolarjev za razširitev operacije na poljskem. Leta 1961 je prebegli poljski agent Michael Goleniewski razkril Georga Blakea kot sovjetskega agenta. Blakea so aretirali mu sodili in poslali v zapor. Od tam je leta 1966 pobegnil in se zatekel v Sovjetsko zvezo kjer je ostal do svoje smrti.
SIS je uspelo rekrutirati polkovnika Olega Penkovskega, ki je delal v GRU. Ta je SIS priskrbel več tisoč fotografiranih dokumentov ter raketne priročnike Rdeče armade, ki so analitikom analitikom Nacionalnega centra za fotografsko interpretacijo (NPCI) omogočili, da so oktobra 1962 prepoznali vzorce sovjetskih raket MRBM SS4 in SS5 IRMB na Kubi. Operacije SIS proti Sovjetski zvezi so potekale ves čas hladne vojne in dosegle vrhunec leta 1985 ko je uspelo preko Finske prebegniti Olegu Gordijevskemu, ki je delal v KGB in je SIS več kot desetletje zalagal s pomembnimi informacijami.
Med sovjetsko-afganistanko vojno je SIS podpiral islamsko odporniško skupino pod poveljstvom Ahmed Shah Massouda, ki je postal ključni zaveznik med boji proti Sovjetom. SIS je borcem pomagal z inštruktorji, orožjem, zalogami, radijskimi napravami in obveščevalnimi podatki. Pomagal je tudi pri pridobivanju razbitin sestreljenih sovjetskih helikopterjev v Afganistanu.
Resnični obseg in vliv dejavnosti SIS v drugi polovici hladne vojne ostaja neznan, ker je bila večina njihovih najuspešnejših operacij proti sovjetskim uradnikom rezultat operacij "tretjih držav", ki so novačile sovjetske vire medtem ko so ti potovali po Aziji in Afriki. Bolj znana tak primer je leta 1982 prebeg častnika KGB Vladimirja Kuzičkina.

### Po koncu hladne vojne
Z razpadom Sovjetske zveze in koncem hladne vojne so se spremenile tudi prednostne naloge službe čeprav je Rusija še vedno ostala na prednostnem seznamu predvsem zaradi svojega jedrskega orožja. V ospredje so prišle predvsem funkcionalne in ne toliko geografske obveščevalne zahteve. SIS je več sredstev namenila boju proti širjenju konvencionalnega in nekonvencionalnega orožja, boju proti domačemu in tujemu terorizmu, boji proti drogam in hudemu kriminalu. Oddelek za globalna vprašanja pa se je ukvarjal z okoljem in stanjem v družbi.
Med tranzicijo je takratni C Sir Colin McColl sprejel nekoliko bolj odprto politiko do medijev in javnosti pri čemer so t.i. javne zadeve spadale pod pristojnost direktorja za protiobveščevalne in varnostne službe. McCollinova politika je bila del širše iniciative t.i. odprte vlade, ki jo je od leta 1993 razvijala vlada Johna Majorja. Kot del te politike si imele operacije SIS in GCHQ zakonsko podlago z zakonom o obveščevalnih službah iz leta 1994. Zakon je določal pooblastila in naloge, ki pa so bili vzpostavljeni že leta 1953 (pooblastila) in 1985 (naloge). V skladu s tem zakonom so dejavnostim SIS od leta 1994 pod nadzorom parlamentarnega odbora za obveščevalno in varnostno dejavnost.
Sredi devetdesetih let so se sredstva namenjana SIS, kot del zmanjšanja sredstev za obrambo, zmanjšala za 25 odstotkov vodstveni kader pa se je zmanjšal za 40 odstotkov kar je pripeljalo, do zmanjšanja in združevanja oddelkov. Po nekaterih ugotovitvah naj bi to vplivalo na zmanjšanje operativnih zmogljivosti na Bližnjem vzhodu kar je pripeljalo do napačnih ocen o iraških programih in zmogljivostih orožja za množično uničevanje pred invazijo na to državo leta 2003.
Leta 1998 je MI6 verjela, da bi lahko pridobila obveščevalne podatke na podlagi katerih bi lahko CIA ujela vodjo Al Kaide Osamo Bin Ladna. Vendar je ta za posredovanje podatkov ameriški CIA potrebovala dovoljenje ministrstva saj bi lahko med prijetje prišlo do kršenja njegovih pravic (smrtna kazen, slabo ravnanje,...). Ministrstvo je odobrilo posredovanje podatkov vendar do odločitve o nadaljevanju operacije nikoli ni prišlo.
Leta 2001 je postalo jasno, da je sodelovanje z afganistanskim upornikom Ahmadom Shahom Massoudom najboljša možnost za iskanje Bin Ladna. Pridobivanje virov v zvezi z Al Kaido in Bin Ladnom je postalo prednostna naloga MI6.

### Vojna proti terorizmu
Med svetovno vojno proti terorizmu je SIS prejemala informacije od Cie, ki so bile pridobljene z mučenjem vključno s programom izrednih izročitev. Craig Murray, veleposlanik Združenega kraljestva v Uzbekistanu, je objavil več zapiskov v katerih je bil kritičen do tega da Združeno kraljestvo pridobiva informacije pridobljene na tak način zaradi česar so ga odpustili.
Po 11. septembru 2001 je MI6 v Afganistan in širšo regijo poslala več častnikov MI6, ki so poznali regijo, obvladali jezik in so že sodelovali z Mudžahidi med sovjetsko-afganistansko vojno. Njihova naloga je bila srečanje z generalom severnega zavezništva Mohammedom Fahimom ter z drugimi odporniškimi skupinami oblikovati skupno zavezništvo proti talibanom. Na razpolago so imeli 7 milijonov dolarjev. Velik del sredstev je šel za podkupnine poveljnikov talibanov, da so ti zamenjali stran ali pa so zapustili boj.
Po končani invaziji na Afganistan je SIS v Kabulu odprla svojo izpostavo. Njeni člani so sodelovali med bitko za Tora Bora. Zaščito pripadnikom SIS v Afganistanu je zagotavljal Special Air Service (SAS).
Januarja 2002 so se začela pojavljati prva poročila obveščevalcev MI6 v Afganistanu, ki so poročali da se z zaporniki pod ameriškim nadzorom ne ravna v skladu z ženevsko konvencijo.
V časi pred invazijo na Irak, leta 2003, naj bi domnevno (ni potrjeno) nekateri člani SIS sodelovali pri operaciji Mass Appeal. Namen operacije je bil v medijih širjenje lažnih informacij o iraškem orožju za množično uničevanje. Operacijo je decembra 2003 razkril The Sunday Times. Po trditvah Scotta Ritterja naj bi podobne propagandne kampanje proti Iraku segale v devetdeseta leta dvajsetega stoletja. Ritter pravi, da naj bi ga SIS leta 1997 zaprosila za pomoč pri propagandnih dejavnostih katerih cilj je bil prepričati javnost, da je Irak veliko bolj nevaren kakor je v resnici bil. Po končani invaziji na Irak je SIS v Bagdadu ob zaščiti SAS ustanovila svojo izpostavo. Obveščevalci so začeli zbirati podatke o orožju za množičnem uničevanju. Ko so ugotovili, da orožje nikoli ni bilo so umaknili vse obveščevalne podatke povezane s tem, ki so obstajali pred invazijo na Irak. V mesecih po invaziji so začeli zbirati tudi politične obveščevalne podatke, ki so napovedovali razvoj dogodkov v naslednjih letih okupacije. Osebje MI6 v Iraku nikoli ni preseglo številke 50. Njeni obveščevalci so sodelovali pri lovi na pomembne člane iraške stranke BAAS ter na mednarodne teroristične in džihadistične skupine. Februarja 2004 je SAS na podlagi obveščevalnih podatkov SIS in Cie izvedel napad na hišo v Bagdadu v kateri so ujeli člane pakistanske teroristične skupine.
Malo pred drugo bitko za Basro je osebje MI6 obiskalo JSOC (Joint Special Operations Command) ter zapor v letalski bazi Balad. Po obisku so izrazili zaskrbljenost zaradi tamkajšnjih slabih razmer. Zato so se odločili da bojo zapornike predajali JSOC le če ti ne bojo poslali v zapor Balad. MI6 je sodelovala pri številnih operacijah v Basri ena zmed njih je incident v zaporu kjer so rešili dva vojaka SAS ter pri britanskem umiku iz Basre leta 2007.
O usmrtitvi Osame Bin Ladna, 2. maja 2011, je bil MI6 obveščen šele ko se je ta zgodila. Julija 2011 so poročali, da je SIS zaprl več izpostav, večinoma v Iraku v okolici Basre. Po zaprtju se je pozornost preusmerila iz Iraka v Afganistani in Pakistan. 12. julija so v Heratu obveščevalci MI6 v sodelovanju z drugimi obveščevalnimi službami izsledili dva afganistanska-britanca, ki sta želel vstopiti v stik za Al-Kaido, da bi se naučila izdelave bomb. V operaciji ju je SAS prijel.
Do leta 2012 se je MI6 reorganiziral prerazporedil svoje osebje ter odprl nove izpostave v tujini. Največja izpostava je bila odprta v Islamabadu. Finanaciranje v primerjavi z MI5 ni bilo tako veliko so se pa pojavile težave pri zaposlovanju ustreznega kadra zato so najeli številne nekdanje člane. MI6 je ohranila obveščevalno pokritost številnih osumljencev, ki so se se iz Združenega kraljestva preselili v tujino, zlasti v Pakistan.
Zaradi številnih terorističnih groženj iz tujine je SIS leta 2013 pozval k okrepitvam in dodatnemu osebju iz drugih obveščevalnih agencij. Pojavil se je tudi strah, da bo po britanskem umiku iz Afganistana, konec leta 2014, nastal obveščevalni vakum.
Marca 2016 so poročali, da se je MI6 vpletel v libijsko državljansko vojno ter pogovore s libijskimi uradniki o usposabljanju in dobavi orožja sirski vojski in milicam, ki se borijo proti ISIS. Aprila istega leta je bilo razkrito da je MI6 ob pomoči posebnega izvidniškega polka deloval v Jemnu, kjer je nudil pomoč jemenskimi silam v boju proti AQAP. Novembra 2016 je častnik The Independent poročal da so MI6, MI5, GCHQ, SAS in druge specialne enote prijele seznam 200 britanskih džihadistov, ki jih morajo prijeti ali ubiti preden se ti poizkušajo vrniti v Združeno kraljestvo. Džihadisti naj bi bili visoki člani ISIS in naj bi predstavljali neposredno grožnjo Združenemu kraljestvu.

## Zgradbe
Od leta 1995 se sedeš SIS nahaja na naslovu Vauxhall Cross 85 ob Albertovem nasipu na južnem bregu reke Temze ob mestu Vauxhall v Londonu. Prejšnji sedeži SIS so se nahajali v Century House, Westminster Bridge Road 100, Lambeth (1966-1995), Broadway, Victoria Street, London (1924-1966) ter Whitehall Court (1911-1922). Ko je SIS deloval na Brodwayu se je uporabljal tudi sosednji hotel St. Ermin.
Stavbo je zasnoval Sir Terry Farrell, zgradil pa jo je John Laing. Leta 1987 je podjetje Regalian Properties vladi ponudilo predlagano zgradbo. Prav v tistem času je vlada iskala lokacijo kjer bi lahko MI6 in MI5 namestila pod isto streho. Do realizaciji nikoli ni prišlo zaradi varnosti ter zaradi tega, ki ni bilo na razpolago dovolj velike zgradbe za obe službi. Decembra 1987 je vlada premierke Margaret Thatcher odobrila nakup nove stavbe SIS.
Zgradba ima številne varnostno tehnične rešitve in je zgrajena tako, da zagotavlja kaj največjo zaščito pred elektronskim prisluškovanjem in bombnimi eksplozijami. Njen obsežen informacijski sistem pa omogoča kopiranje v sili. Čeprav so bili objavljeni podatki in stroški o njeni gradnji se nekateri podatki, ki se navezujejo na posebne zahteve pri izgradnji, še vedno tajni. Po nekaterih špekulacijah naj bi pod Temzo zgradili tajni tunel, ki naj bi povezoval sedež SIS in Whitehall. Stroški nakupa lokacije in izgradnja osnovne zgradbe naj bi znašali 135,05 milijona funtov končni strošek z posebnimi zahtevami pa naj bi znašal 152,6 milijona funtov. 
Zgradba (samo pisarne) se je prvič pojavila v filmih Jamesa Bonda; Golden Eye, The World Is Not Enough, Die Another Day, Skyfall in Spectre. Samo zgradbo so dovolili posneti v filmu The Worls is Not Enought kjer stavba doživi bombni napad. V članku Daily Telegrapha je pisalo, da je vlada snemanju nasprotovala a je to zanikal tiskovni predstavnik zunanjega ministrstva. V filmu Skyfall so stavbo ponovno napadli tokrat z kibernetskim napadom, ki vklopi plin nato pa pride do eksplozije, ki stavbo popolnoma uniči. V Spectru je stavba zapuščena in načrtovana za rušenje. V njenih ruševinah vodja kriminalne organizacije SPECTER, Ernst Stavro Blofeld, Bondu nastavi past v obliki bombe. Eksplozija stavbo popolnoma poruši Bondu se uspe rešiti. 
Zvečer, 20. septembra 2000, je bila stavba napadena s protitankovskim izstrelkom RPG-22 ruske izdelave. Izstrelek je zadel osmo nadstropje in povzročil le površinsko škodo. Odgovornost za napad so pripisali Irski republikanski armadi.

### Druge zgradbe
MI6 ima svoje prostore tudi v drugih zgradbah, te zgradbe so:
- Hanslope Park: obrobje Milton Keynesa, kjer se nahaja vladni komunikacijski center , ki podpira ministrstvo za zunanje zadeve, urad za razvoj in Commonwealth ter britansko obveščevalno skupnost.[65]
- Fort Monckton v Gosport, Hampshire: v nekdanji utrdbi iz 18. stoletja se nahaja center za usposabljanje terenskih agentov SIS.[66]
- Special Forces Club: zasebni klub v Kinghtsbridgeu, katerega člani so lahko le aktivni in upokojeni pripadniki obveščevalnih služb Velike Britanije in SAS.[67]

### Cirkus
MI6 ima tudi vzdevek Cirkus. Nekateri pravijo, da je to ime skoval John le Carré (nekdanji častnik v SIS z imenom David Cornwell) v svojih vohunskih romanih po izmišljeni zgradbi v Cambridge Circuse. Leo Marks v svojih spominih iz druge svetovne vojne z naslovom Between Silk and Cyanide piše, da je ime nastalo zato ker je bil del oddelka za posebne operacije nameščen v stavbi na 1. Dorset Square v Londonu, ki je pred tem pripadala direktorju cirkusa Bertramu Millsu.

## Načelniki
- 1909–1923: Sir Mansfield Smith-Cumming
- 1923–1939: Admiral Sir Hugh Sinclair
- 1939–1952: Major General Sir Stewart Menzies
- 1953–1956: Sir John Sinclair
- 1956–1968: Sir Richard White
- 1968–1973: Sir John Rennie
- 1973–1978: Sir Maurice Oldfield
- 1979–1982: Sir Dick Franks
- 1982–1985: Sir Colin Figures
- 1985–1989: Sir Christopher Curwen
- 1989–1994: Sir Colin McColl
- 1994–1999: Sir David Spedding
- 1999–2004: Sir Richard Dearlove
- 2004–2009: Sir John Scarlett
- 2009–2014: Sir John Sawers
- 2014–2020: Sir Alex Younger
- 2020–: Richard Moore